# Protestantyzm w Portoryko
Protestantyzm w Portoryko wyraźnie rozwija się. Według danych Pollster Pablo Ramos z 1998 r. protestanci stanowią 45% społeczeństwa tego kraju. Najwięcej – 28% to zielonoświątkowcy. Intensywny rozwój ewangelicznego nurtu protestantyzmu w tym kraju spowodował, iż nie jest on już uważany za w przeważającej mierze katolicki. Inne badania podają bardziej zachowawcze dane, które jednak nadal świadczą o intensywnym rozwoju ewangelicznego chrześcijaństwa w Portoryko: „Portoryko przez swoje bliskie polityczne związki ze Stanami Zjednoczonymi jest najbardziej protestanckim krajem w Ameryce Łacińskiej. Protestanci stanowią od 33 do 38% ogółu społeczeństwa, z czego większość protestantów to zielonoświątkowcy. Zgodnie z szacunkami Davida Stolla, jeżeli średnie tempo wzrostu wyznawców kościołów ewangelikalnych obserwowane w latach 1960–1985 utrzyma się przez 25 lat, Portoryko stanie się w krajem, w którym ewangeliczni protestanci stanowić będą 75% społeczeństwa”. Kościół Adwentystów Dnia Siódmego posiada 35.530 wiernych zrzeszonych w 3929 zborach.

## Historia
Dopóki Portoryko podlegało pod Hiszpanię, wyznawanie protestantyzmu było na wyspie zabronione. W Montañie (Aguadilla) grupa określana jako „los bíblicos” spotykała się potajemnie pod przywództwem Antonio Badillo'ego. Gdy Stany Zjednoczone wygrały wojnę z Hiszpanią w 1898 r., ta zmuszona była oddać Portoryko na rzecz Amerykanów. Od tego czasu rozpoczęły się intensywne wysiłki misjonarzy protestanckich w tym kraju. Poszczególne wyznania wysyłały swoich misjonarzy w ustalone części wyspy. W prace misyjną zaangażowali się baptyści, Kościoły Chrystusowe, prezbiterianie, metodyści oraz kongregacjonaliści. Gdy prezydent mianował gubernatorów, wyznania te zyskały istotny wpływ na politykę rządu. Wpływ protestantów na politykę osłabł w latach 40. XX wieku. Niemniej jednak, protestantyzm nie przestał się rozwijać. Szczególny sukces osiągnął w tym kraju ruch zielonoświątkowy, który rozwinął się wśród biednych klas społecznych i na prowincji. Obecnie obserwowany jest intensywny rozkwit chrześcijaństwa ewangelicznego.

## Instytucje
Protestanci posiadają w Portoryko własne instytucje oświatowe i medyczne. Prezbiterianie założyli Interamerykański Uniwersytet Portoryko posiadający 11 kampusów i 40 tysięcy studentów oraz Prezbiteriański Szpital w San Juan. Kościół Adwentystów Dnia Siódmego posiada własny uniwersytet (Antillian University) oraz Szpital Bella Vista w Mayagüezie z sześcioma akademikami i czterema klinikami. W 1909 r. różne wyznania protestanckie powołały własne międzywyznaniowe seminarium – Seminario Evangélico de Puerto Rico. W Portoryko działa także Rada Kościołów stworzona w celu współpracy między protestantami.

## Denominacje
Według danych za rok 2010 dla poszczególnych wyznań protestanckich dane przedstawiały się następująco:
- Iglesia de Dios Pentecostal – 82 000
- Convención Bautista de Puerto Rico – 37 500
- Iglesia Adventista del Séptimo Día – 36 553
- Asambleas de Dios, Consejo General – 22 100
- Iglesia Defensores de la Fe Cristiana – 21 200
- Iglesia de Dios, Mission Board – 19 800
- Iglesia Cristiana-Discípulos de Cristo – 11 700